# Andrew Card
Pour les articles homonymes, voir Card.
Andrew Hill « Andy » Card, Jr., né le 10 mai 1947 à Holbrook (Massachusetts), est un homme politique et lobbyist américain. Membre du Parti républicain, il est membre de la Chambre des représentants du Massachusetts entre 1975 et 1983, secrétaire aux Transports entre 1992 et 1993 sous l'administration du président George H. W. Bush puis chef de cabinet de la Maison-Blanche entre 2001 et 2006 sous celle du président George W. Bush.

## Biographie
Membre des Boy Scouts of America, diplômé de l'université de Caroline du Sud, de l'Académie de la marine marchande des États-Unis et de la John F. Kennedy School of Government de l'université Harvard, Andrew Card effectua son service militaire dans la marine marchande de 1966 à 1967.
Il commença une carrière politique à la Chambre des représentants du Massachusetts (1975–1983) et tenta d'obtenir en 1983 la nomination républicaine pour se faire élire gouverneur.
Andrew Card travailla ensuite pour l'administration de Ronald Reagan. Il était le conseiller du président pour les affaires intergouvernementales, en liaison avec les gouverneurs et l'ensemble des élus locaux.
De 1989 à 1992, il fut conseiller du président George H. W. Bush avant de devenir son secrétaire aux Transports. Il dirigea l'équipe de transition républicaine à la fin de l'année 1992 jusqu'à la mise en place de l'administration Clinton.

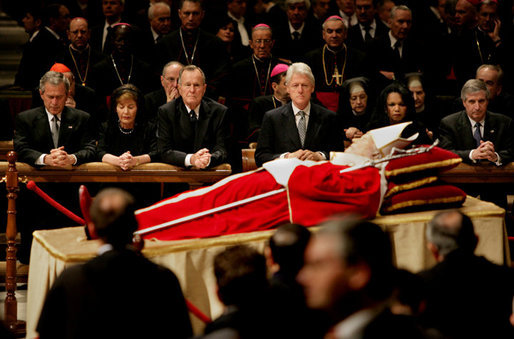
Andrew Card au côté de George W. Bush, de Laura Bush, de Bill Clinton, de George H. W. Bush et de Condoleezza Rice lors des funérailles du pape Jean-Paul II, en 2005.

De 1993 à 1998, il fut le président de l'American Automobile Manufacturers Association (AAMA), regroupant les sociétés Chrysler, Ford et General Motors.
En 1999, il devint le vice-président de General Motors chargé des relations externes de l'entreprise. Il avait notamment la charge de la représentation de GM devant le Congrès des États-Unis.
En 2000, il leva des fonds pour la campagne présidentielle du gouverneur du Texas, George W. Bush. Le 26 novembre 2000, Bush le nomma pour être son futur chef de cabinet à la Maison-Blanche.
Lors des attentats du 11 septembre 2001, Andrew Card informa George W. Bush que deux avions avaient percuté les tours jumelles du World Trade Center et que les États-Unis étaient attaqués, alors que le président rencontrait les élèves de la  Emma E. Booker Elementary School à Sarasota en Floride.
Personnalité consensuelle, respecté y compris par les adversaires politiques du président Bush, Andrew Card quitta la Maison-Blanche à sa demande en avril 2006. Selon Bob Woodward, il démissionna à cause de la guerre en Irak et pour avoir échoué à obtenir par deux fois la démission de Donald Rumsfeld, le secrétaire à la Défense, qu'il considérait comme responsable des déboires de l'armée américaine en Irak.
Il aujourd'hui est membre du conseil d'administration de l'Union Pacific Railroad.